# Ötztaler Urkund
De Ötztaler Urkund is een 3554 meter (volgens andere bronnen 3556 meter) hoge bergtop in de Ötztaler Alpen in het Oostenrijkse Tirol.
De berg is gelegen in de Weißkam, vijfhonderd meter ten zuidoosten van de Wildspitze en hemelsbreed anderhalve kilometer ten noordwesten van de Breslauer Hütte (2844 meter). Andere buurtoppen zijn de noordoostelijk gelegen Taufkarkogel (3362 meter), gescheiden van de Ötztaler Urkund via de Rofenkarferner, in het zuidoosten de Wildes Mannle (3023 meter) en in het zuidwesten, gescheiden door de Mitterkarferner, de Vordere Brochkogel (3562 meter).
De Ötztaler Urkund wordt in de regel overschreden bij de beklimming van de Wildspitze. Startpunt voor deze klim is de Breslauer Hütte, ten noordwesten van Vent. Vanaf de hut gaat het in vierenhalfuur noordwaarts over de Urkundkolm, over de zuidoostelijke graat naar de Wildspitze (moeilijkheidsgraad III). De top van de Ötztaler Urkund is echter makkelijker te beklimmen via de overigens spleetrijke Rofenkarferner en de noordgraat (moeilijkheidsgraad I).